# Houari Boumedienne
Houari Boumedienne (arabiska: هواري بومدين), ursprungligen Mohamed Ben Brahim Boukharouba, född 23 augusti 1932 i Aïn Hesseinia i Algeriet, död 27 december 1978 i Alger, var en algerisk politiker och krigsveteran från självständighetskriget från kolonialmakten Frankrike. Han var arméchef och försvarsminister, när han 1965 genom att störta Ahmed Ben Bella blev Algeriets ledare såsom ordförande för Revolutionära rådet, till 12 december 1976 då han utsågs till president, vilket han var till sin död.
Boumedienne enpartistat förde en socialistisk politik, men han försökte uppnå alliansfrihet i utrikespolitiken. Omvärlden uppmärksammade framför allt hans engagemang för tredje världen och stödet till gerillaledda uppror mot kolonialmakterna i världsdelen.

## Biografi

### Bakgrund
Mohamed Ben Brahim Boukharouba föddes som son till fattiga bönder i Aïn Hesseinia, som ligger i närheten av Guelma. Han fick utbildning vid det islamiska institutet i Constantine, och bedrev studier vid de muslimska lärosätena Zitouna i Tunis och al-Azharuniversitetet i Kairo. Under Självständighetskriget gick han 1955 med i den antifranska FLN, varvid han antog Houari Boumedienne som sitt nom-de-guèrre; namnet tog han från Sidi Boumédienne, skyddshelgonet för staden Tlemcen i västra Algeriet, där han tjänstgjorde som officer under kriget. 1960 befordrades han till överste, den högsta rangen i FLN:s armé, och därmed till chef över Armée de Libération Nationale (ALN), FLN:s militära gren.

### Efter självständigheten
Efter att Algeriets självständighet utropades 1962, blev Boumedienne minister över det starka försvarsdepartementet i regeringen. Han erhöll positionen genom stöd av den algeriska ledaren Ahmed Ben Bella, vars avancemang till president Boumedienne stödde som arméchef. Så småningom började han misstro Ben Bellas oberäkneliga styre och ideologiska puritanism, varför han den 19 juni 1965 störtade honom i en tämligen blodlös statskupp och utropade sig till landets ledare. Han upphävde konstitutionen och de politiska inrättningar som företrädaren skapat, regerande som ordförande över ett revolutionsråd som utgjordes av hans anhängare från krigsåren, då han varit posterad i närheten av Oujda vid den marockanska gränsen; med anledning av detta använde korrespondenter och reportrar ofta benämningen "Oujdagruppen" om kretsen runt revolutionsledaren. En av dem som ingick i denna krets var Abdelaziz Bouteflika, som sedan 1999 blev landets president fram till 2019.
Inledningsvis saknade Boumedienne en grund för personlig makt, bedömdes vara en potentiellt svag ledare, men efter ett kuppförsök mot honom av militärer 1967 blev hans styre stadfäst. Han kvarblev som Algeriets odiskutable ledare till sin död 1978, emedan alla tänkbara motståndare som trädde fram i regimen rensades bort eller placerades i befattningar med endast symbolisk makt; av dessa var flera medlemmar av den tidigare Oujdagruppen.
Boumédiènne definierade den arabiska socialismen som stående på tre pelare: industrialisering, jordreform och kulturrevolution. Han innehade båda posterna som statschef och regeringschef, och censurerade massmedia.

### Inrikespolitik

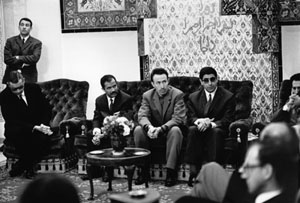
1966

I ekonomiskt hänseende avvecklade Boumedienne Ben Bellas jordbruksinriktade politik och socialistiska experiment med företagskooperationer (l'autogestion). Boumedienne strävade i stället efter ett mer systematiskt och planekonomiskt program i en statligt anbefalld industrialisering. Algeriet hade bokstavligen ingen utvecklad industri vid den tiden, men 1971 nationaliserade han den algeriska oljeindustrin, varmed statsinkomsterna ökade kraftigt – något som orsakade häftiga protester från Frankrikes regering. De allt ökande statsinkomsterna som oljan och naturgasen innebar – som sköt i höjden under prischocken vid oljekrisen 1973 – använde Boumedienne till att bygga upp den tunga industrin i hopp om att Algeriet skulle bli det industriella centret i Maghreb. Hans år vid makten kännetecknades av en stadig ekonomisk tillväxt, men efter hans död sjönk oljepriserna och de statligt drivna industrierna visade sig vara ineffektiva, varför en gradvis förändring mot ekonomisk liberalisering skedde.
I anslutning till expansionen av den statliga oljeindustrin och nationaliseringen av oljan, utlyste Boumedienne under 1970-talet en rad socialistiska revolutioner, varmed han stärkte vänsterperspektivet i regimen. Detta öppnade upp för ett förnyat närmande till återstoden av det dittills förbjudna Algeriska kommunistpartiet, vars medlemmar började samarbeta med regimen, dock utan att deras parti formellt legaliserades. Algeriet var fortfarande, nominellt, en enpartistat under FLN, men eftersom Boumedienne styrde landet personligen hade den tidigare befrielserörelsen marginaliserats, och i de löpande politiska förehavandena ägnades FLN liten uppmärksamhet. Från mitten av 1970-talet blev statsskicket gradvis återigen konstitutionellt och politiska inrättningar återbildades. Politisk pluralism tilläts inte i Boumedienne Algeriet, även om en lättnad i den offentliga debatten kortvarigt tilläts under förarbetena till att en ny konstitution antogs 1976, då politiska institutioner blev tillåtna. Folkomröstningen resulterade på ett typiskt sätt i ett nära nog fullständigt godkännande av det dokument som regeringen lagt fram. Genom att befattningen "president" återbildades i och med detta, blev Boumédiènne därför vald till president i ett en-kandidatval.

### Utrikespolitik
Boumedienne sökte hålla Algeriet alliansfritt, behålla goda relationer med både östblocket och västvärlden och samarbeta med tredje världen. Av naturliga skäl, såsom revolutionär socialist och motståndare till Israel, hade han dock i praktiken bättre relation med Moskva än med USA. 1974 skrev han för tredje världens räkning till FN och uppmanade till en ny, rättvisare världsordning, grundad på jämlikhet mellan västvärlden och de förra kolonierna, och till att åstadkomma förändringar i de politiska och handelssekonomiska förbindelserna, i en socialistisk anda. Han försökte bygga upp ett starkt tredje världen-block genom Alliansfria rörelsen, i vilken han blev en framstående person. Uppmaningen till FN ledde till att FN våren 1974 beslutade att en "ny internationell ekonomisk världsordning" skulle dominera Nord-Syd-dialogen. I samband med detta lyckade engagemang kallades Algeriet "det ledande landet i Arabvärlden", med vilket Boumedienne även fångade statsminister Olof Palmes intresse. Palme begav sig till Boumédiènne på officiellt besök i november samma år, under vilket han oförmodat presenterades för den ännu förhållandevis okände Yassir Arafat. Boumedienne stödde kraftigt de antikoloniala rörelserna i Afrika och Arabvärlden, däribland PLO, ANC, SWAPO och andra grupper.
Signifikanta händelser på regional nivå var när han 1975 utlovade stöd åt självbestämmanderätten för Västsahara samt tog emot sahrawi-flyktingar och gerillarörelsen Polisario på algeriskt territorium efter att Marocko och Mauretanien försökte ta kontrollen över det. Detta var slutet på all utsikt om förbättrade relationer med Marocko, som redan efter 1963 års sandkrig var spända, fastän relationerna varit något upptinade under hans första tid i makten. Den tilltagande rivaliteten mellan Marocko och Algeriet, och den ännu olösta frågan om Västsahara, kom att bli nyckelkomponenter i Algeriets utrikespolitik och är det fortfarande.

### Sista tid
1978 började Boumedienne uppträda offentligt allt mera sällan. Efter att ha befunnit sig i koma i 39 dagar avled han till följd av en ovanlig blodsjukdom, Waldenström macroglobulinemia, och en misslyckad behandling i Moskva. Rykten om att han skulle ha bragts om livet har cirkulerat under perioder i Algeriets politik.
Boumediennes död lämnade landets styre i ett politiskt tomrum som inte helt enkelt kunde fyllas. Några militära konklaver enades slutligen om att frångå de tävlande vänster- och högerpretendenterna, och utnämna den militär som hade högst rang, överste Chadli Bendjedid, som kompromiss. Efter Boumediennes död har ingen algerisk president innehaft samma fullständiga kontroll över landet som han hade.